# 仕上げ技能士
仕上げ技能士（しあげぎのうし）とは、国家資格である技能検定制度の一種で、都道府県職業能力開発協会（問題作成等は中央職業能力開発協会）が実施する、仕上げに関する学科及び実技試験に合格した者をいう。

## 概要
仕上げ技能士とは、手工具や工作機械による機械部品の仕上げ及び組立てに必要な技能を認定する国家資格であり、名称独占資格である。作業職種には、治工具仕上げ作業、金型仕上げ作業、機械組立仕上げ作業の3つがある。
等級には、特級及び1級～3級(3級は機械組立仕上げ作業のみ)まであり、特級は管理者または監督者が通常有すべき技能の程度、1級～3級はそれぞれ上級技能者、中級技能者、初級技能者が通常有すべき技能の程度と位置づけられている。
資格を取得するためには、技能検定の実技試験と学科試験の両方の試験に合格することが必要である。

## 受検資格
- 特級：1級合格後、実務経験5年以上
- 1級：実務経験7年以上
- 2級：実務経験2年以上
- 3級：実務経験6ヶ月以上

※職業訓練歴や学歴により実務年数は異なる。

## 試験内容

### 学科試験

#### 試験形式
- 特級：五肢択一方式(50問、試験時間＝2時間)
- 1級：真偽法及び四肢択一法(50問、試験時間＝1時間40分)
- 2級：真偽法及び四肢択一法(50問、試験時間＝1時間40分)
- 3級：真偽法、問題数(30題、試験時間＝1時間)

#### 試験科目
- 手仕上げ・けがき
- 切削工具・研削工具
- 品質管理、金属材料
- パッキン用材料
- 材料試験
- 荷重・応力・ひずみ
- 油圧機器・空圧機器
- 製図
- 電気
- 安全衛生

### 実技試験
- 特級：ペーパーテストで、工程管理、作業管理、品質管理、原価管理、安全衛生管理、作業指導及び設備管理について行う。試験時間＝3時間
- 1級～3級：作業職種ごとに行われる。

#### 治工具仕上げ作業
- 1級：やすり、けがき針、すり合わせ用角度定規(あてずり又は平行台)、Vブロック、外側マイクロメータ等を使用し、S45Cの材料を加工し、課題図に示す精度を要する左右対称のオス、メスの治工具を製作する。試験時間＝3時間30分
- 2級：やすり、けがき針、すり合わせ用角度定規(あてずり又は平行台)、Vブロック、外側マイクロメータ等を使用し、S45Cの材料を加工し、課題図に示す精度を要する段状のオス、メスの治工具を製作する。試験時間＝3時間30分

#### 金型仕上げ作業
- 1級：たがね、やすり、きさげ、スコヤ、外側マイクロメータ等を使用し、SS400の材料をみぞ彫りを含む加工をして、精度を要する金型を製作する。試験時間＝3時間30分
- 2級：やすり、きさげ、スコヤ、外側マイクロメータ等を使用し、SS400の材料を加工して（みぞ彫りを除く）、精度を要する金型を製作する。試験時間＝3時間30分

#### 機械組立仕上げ作業
- 1級：やすり、きさげ、スコヤ、卓上ボール盤等を使用し、はめあい、心出し、すり合わせ等により、丸ロッドを含む精度を要する部品を組み立てる。試験時間＝4時間
- 2級：やすり、きさげ、スコヤ、卓上ボール盤等を使用し、はめあい、心出し、すり合わせ等により、角ロッドを含む精度を要する部品を組み立てる。試験時間＝3時間40分
- 3級：やすり、スコヤ、卓上ボール盤等を使用し、はめあい、心出し、摺り合わせ等により、角ロッドを含む部品を所定の精度に仕上げ加工を行い、その部品を組み立てる。試験時間＝3時間

## 取得後の称号
技能検定に合格すると等級に応じて技能士の称号が付与される。名刺などに資格を表記する際には「特級仕上げ技能士」、「1級仕上げ技能士」、「2級仕上げ技能士」、「3級仕上げ技能士」のように等級を明示する必要がある。等級の非表示、等級表示位置の誤り、職種名の省略表示などは不可である。
なお職業能力開発促進法により、仕上げ技能士資格を持っていないものが仕上げ技能士と称することは禁じられている。